# Elisabet Anrep-Nordin
Elisabet Anrep-Nordin, Elisabeth Anrep-Nordin változatban is szerepel a szakirodalomban (Stockholm, 1857. április 21. – Göteborg, 1947. augusztus 10.) svéd gyógypedagógus, a halmozottan sérültek gyógypedagógiájának egyik korai művelője.

## Életútja
1877-ben szerzett oklevelet Stockholm mellett egy siketek oktatására felkészítő tanfolyamon. A siketek Skara-i iskolájában tanított egy siket-vak leányt és jegyezte el magát ezzel a nehéz feladattal. Külföldön (Angliában, Németországban, Svájcban, Olaszországban és az USA-ban) egészítette ki tanulmányait.
Hazatérve Skarában iskolát alapított a halmozottan sérültek számára, később Vänesborgba költözött, ahol 1905-ben munkaotthont és 1906-ban ápolóintézetet is létesített. Intézetét 1922-től átvette a svéd állam, amely Lundban, egy 170 személyt befogadó új épületben kapott helyet. Anrep-Nordin felhasználta és alkalmazta a Fröbel-féle adományokat módszerében, továbbá az ujjábécés Braille-írás-olvasás segítségével tanított. Fontosnak tartotta a tanulók ipari munkára (szövés, kefekötés, kosárfonás stb.) való felkészítését és a változatos, ösztönző, életvidám légkör megteremtését.

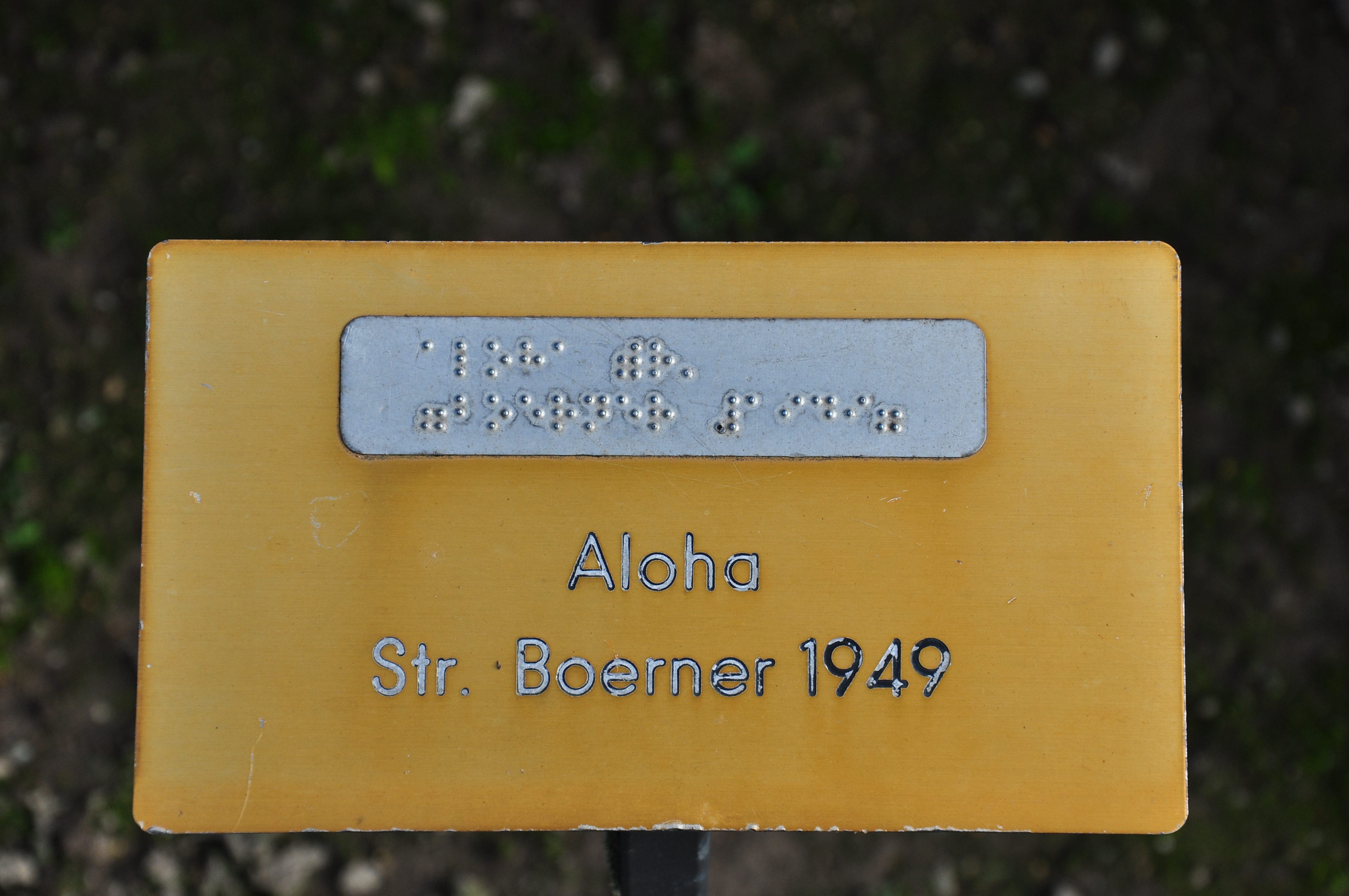
Utcanévfelírás latin betűkkel és Braille-írással